# Baie Rocheuse (Isle Madame)
 Baie Rocheuse est une communauté acadienne sur l'Isle Madame au Cap-Breton.